# حرض
حرض (به عربی: حرض ) یک روستای کوچک در عربستان سعودی است که در شهرستان احساء، استان شرقی واقع شده‌است.

## خصوصیات
حرض ۱۱۱٬۲۱۴ نفر جمعیت دارد.